# 12 fantaisies pour flûte seule
 (avril 2025).
Si vous disposez d'ouvrages ou d'articles de référence ou si vous connaissez des sites web de qualité traitant du thème abordé ici, merci de compléter l'article en donnant les références utiles à sa vérifiabilité et en les liant à la section « Notes et références ».

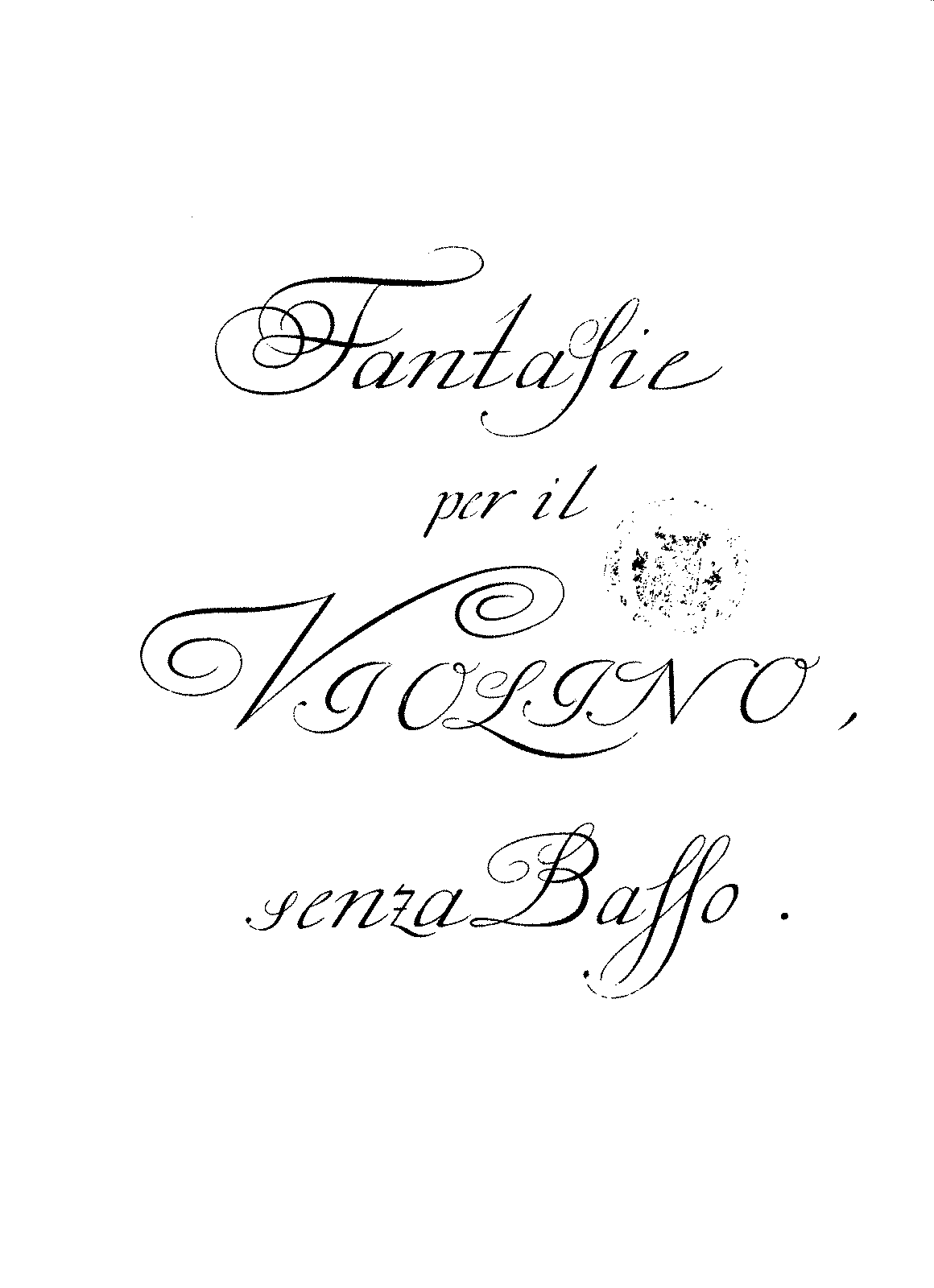
Couverture de 12 fantaisies pour flûte seule.

Les 12 fantaisies pour flûte traversière seule de Georg Philipp Telemann, TWV 40:2-13, ont été publiées à Hambourg en 1732-1733.
C'est l'un des recueils d’œuvres pour instruments non accompagnés de ce compositeur comprenant trente-six fantaisies pour clavecin solo publié à Hambourg en 1732-1733, un ensemble de 12 Fantaisies pour violon seul publié en 1735, et un ensemble de douze fantaisies pour viole de gambe publié au cours de la même année, actuellement perdu.

## Composition du recueil
Cette collection se compose des éléments suivants :
1. Fantaisie en la majeur (vivace-allegro)[1]
2. Fantaisie en la mineur (grave-vivace-adagio-allegro)[2]
3. Fantaisie en si mineur (largo-vivace-largo-vivace-allegro)[3]
4. Fantaisie en si bémol mineur (andante-allegro-presto)[4]
5. Fantaisie en do majeur (presto-largo-presto-dolce-allegro-allegro)
6. Fantaisie en ré mineur (dolce-allegro-spirituoso)[5]
7. Fantaisie en ré majeur (alla francese-presto)
8. Fantaisie en mi mineur (largo-allegro-spirituoso-allegro)[6],[7]
9. Fantaisie en mi majeur (affettuoso-allegro-grave-vivace)
10. Fantaisie en fa dièse mineur (a tempo giusto-presto-moderato)[8],[9]
11. Fantaisie en sol majeur (allegro-adagio-allegro vivace)
12. Fantaisie en sol mineur (grave-allegro-grave-allegro-dolce-allegro-presto)

## Caractères des compositions
Cette série est la plus développée du répertoire baroque pour flûte seule.
Les fantaisies se succèdent par étapes de la majeur à sol mineur en évitant les tonalités difficilement praticables à la flûte baroque qui ne comportait qu’une seule clé.
Malgré une tessiture limitée à 2 octaves (de ré à mi), et l’absence de possibilité de doubles cordes, l’ensemble comprend des formes plus couramment proposées pour un instrument polyphonique que pour la flûte : fugue ou mouvements de style fugato (vivace de la fantaisie 2, allegro de la 6, spirituoso de la 8, presto de la 10, 2e mouvement de la 11), ouverture à la française de la 7, passacaille de la fantaisie 5.
D'après les pages 428 et 429 de l'ouvrage cité en référence.

## Reprises
La troisième fantaisie (fantaisie en si mineur) a été utilisée par le DJ français Vladimir Cauchemar dans son single Aulos.